# Фатимская икона Божией Матери
Фа́тимская ико́на Бо́жией Ма́тери — почитаемая икона Богородицы, написанная в Санкт-Петербурге в 2006 году. Одна из самых чтимых икон Российской католической церкви византийского обряда и Римско-Католической церкви в России.
Дата празднования — 13 июля. В этот день произошло знаменательное явление Богородицы в португальской Фатиме. Тогда Богородица начала говорить о России XX века как о стране, сеющей заблуждение и преследующей Церковь, а также грядущем обращении России, которому было суждено исполниться после того, как святой Папа Иоанн Павел II посвятил Россию Непорочному Сердцу Богородицы 25 марта 1984 года.

## Иконография. Происхождение типа
Иконографически Фатимский образ восходит к типу Умиления, Невесте неневестной (а конкретно — к иконе «Серафимово Умиление», где также Богородица изображена без Младенца). 

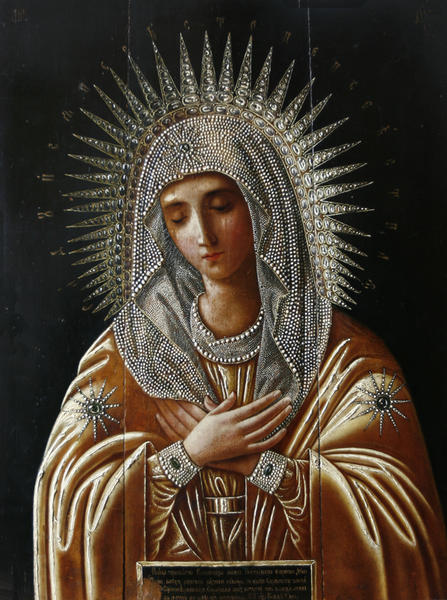
Почитаемая православная икона «Серафимово Умиление»

На оформление Фатимской иконы повлияли два основных типа изображений: образ Богородицы Фатимской, которая находится в маленькой часовне, построенной на том месте, где происходили явления (Капелинья) и образ Непорочного Сердца Марии в Коимбре. Этот последний образ оказал наибольшее влияние на создание Фатимской иконы, потому что он более всего соответствовал иконографии Богородицы в связи с посвящением России Непорочному Сердцу.

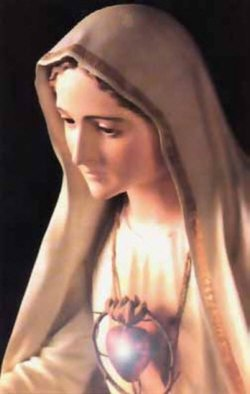
Образ Непорочного Сердца Марии в Коимбре

Общими для обоих изображений являются немного удлинённая форма лика и всего образа Девы Марии, белый цвет её одеяния и мафория, чётки и висящий на груди шар — символы, которые были сохранены на иконе. От Коимбрского образа была взята кайма, идущая по краю мафория, и центральное расположение сердца, окружённого шипами (этот образ взят из видений фатимской визионерки - сестры Лусии де Жезуш).
В результате была написана большая икона, достойная стать главной иконой в соборе - какими, например, часто являются Казанская или Владимирская иконы. Вместе с тем, основной характерной чертой иконы является то, что она полна света. Кайма также напоминает о том свете, который исходил от Богородицы во время явлений в Фатиме.Такие детали при создании статуй и изображении этих явлений предложила использовать сестра Лусия. А ведь именно Фатимская Дева была полна света, — того света, который, как говорил пастушок Франциск, «есть Бог». Благодатная — значит наполненная Господом, и в Фатиме она полна света: «Жена, Облечённая в Солнце».  С подобным подчеркиванием значения света на иконе согласен известный специалист по мариологии: по словам Стефано де Фьореса, свет, подобно золотой нити, связывает воедино все Фатимские явления.
Существует мнение, что первой иконой любого иконописца должна быть икона Преображения Господня – ибо иконописец должен понимать, что икона должна приближать мир божественный к миру человеческому, Фаворскому божественному свету, увиденному в сиянии белых одежд Преображенного Христа. Это замечание в полной мере относится и к иконе Фатимской Богородицы. Так, Папа Бенедикт XVI говорил о том, что ни Пресвятая Дева, ни мы не обладаем собственным светом, но получаем его от Христа: Его присутствие в нас вновь совершает тайну Неопалимой Купины. В духе восточной традиции свет на Фатимской иконе понимается как знак Божественной благодати, которая предает силу святым. Действительно, Фатимская Дева была полна света, - того света, который, как говорил святой Франциск из Фатимы, «есть Бог».

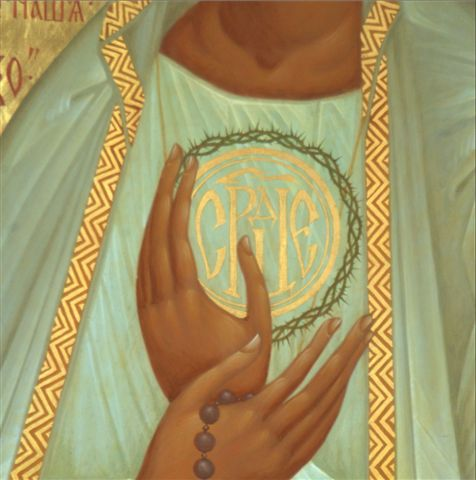

В центральной части иконы расположен медальон со словом «сердце» в церковнославянском стиле.
Эту деталь предложил внести петербургский иконописец и создать данной иконы Иван Львович Гойдзь, чтобы преодолеть трудность, возникающую при изображении сердца на иконе, что православный взгляд воспринимает как нечто чересчур плотское. В то же время буквы, говорящие о реальности Сердца Марии, выражают ее символически, согласно иконографической традиции. В западном мистическом богословии существовало почитание Сердца Иисусова, основанное на идеях первохристианских веков. 
Традиционно сердце понималось как центр сознания и чувственного восприятия человека. Это общее для Востока и Запада восприятие происходит от иудейской традиции, основанной на ряде псалмов, а затем мы находим следы той же традиции в Новом Завете. В XVII столетии во Франции это понимание преобразилось в почитание Сердца Иисуса в знак благодарности за любовь, которую Господь дает человечеству. 
Это почитание распространилось благодаря святой Маргарите Марии Алакок, которая была свидетельницей видений Святейшего Сердца Иисуса. После этого появился и культ Непорочного Сердца Марии. С его распространением связывают имя святого Иоанна Эда.
Соответственно, традиция понимания сердца в богословии (общая для всего христианского мира) вполне оправдана с точки зрения православной религиозной психологии, но внешние характерные для западной иконографии «анатомические» формы этого почитания невозможны для нее - также и с Сердцем Марии. Однако, это ментальное понимание образа сердца в богословии не находило адекватного отражения в иконографии. Существовали и существуют иконы, где сердце изображается отдельно - как таковое. Но подобный анатомизм непривычен и неканоничен для восточной традиции. Фатимская икона решает данную проблему. На ней сердце обозначается словом "сердце" в сакраментальном виде его написания (с титлом и опущением гласной). Сердце, окруженное шипами, указывает на любовь Марии к людям и боль, причиняемую недостаточной любовью людей к Богу.
Как средство против этой боли Богородица предлагает нам чётки, которые Она держит в руках. Для оформления розария иконописец использовал минерал гематит (название которого происходит от греческого "haima" - кровь) – по-русски  «кровавик». Иконописец изобразил их в фиолетовом цвете, отражая тем самым мысль о кресте, который должен нести каждый христианин, желающий следовать за Господом. Таким образом, эти чётки, окрашенные в фиолетовый цвет, представляют собой один из главных аспектов послания Фатимы, заключающийся в словах: «Молитва и покаяние».

## История

### Создание иконы
Идея написать эту икону возникла во время поездки в Москву у священника Александра Бургоса в 2000 году, но окончательно проект стал вызревать лишь с конца 2002 года, когда отец Александр начал своё священническое служение в России:
«Первым делом я спросил мнение нескольких петербургских священников, монахинь и верующих, которые воодушевили меня на осуществление этого плана. Потом в течение года я занимался изучением иконографии Божьей Матери и существующих изображений Фатимской Девы», — пишет в своей статье на сайте издательства «Белый камень» священник Александр Бургос.
Профессор Санкт-Петербургской католической высшей духовной семинарии «Мария — Царица апостолов» священник Игорь Чабанов представил отцу Александру Бургосу православного иконописца Ивана Гойдзя, выразившего готовность осуществить проект, и они оба принялись за работу с мыслью о том, что, если икона понравится католическому священнику и русскому мастеру, можно будет считать, что их совместная цель достигнута. Иконописец попросил благословения у духовника на написание иконы, занялся глубоким изучением существующей литературы о Фатиме, молился, пережил разные болезни, столкнулся со многими трудностями, но через полтора года работы закончил эту чудесную икону Фатимской Богоматери.
«В течение всего долгого времени создания иконы cестра Лусия получала фотографии, показывающие эволюцию процесса её написания. Хотя мне обычно отвечала настоятельница, я понимал, что она всегда показывала фотографии cестре Лусии, так как ответ был во множественном числе — „нам нравится“, и я продолжал начатое дело. Для того чтобы удостовериться в верности моего предположения, после смерти cестры Лусии я написал cестре Марии Селине, настоятельнице Коимбрского монастыря, спрашивая её: „Могу ли я сказать, что cестре Лусии икона нравилась?“ Она дала мне положительный ответ, подтвердив, что cестра Лусия видела фотографии и ей нравилось то, что делалось в Петербурге. Жаль, что она умерла, так и не увидев работу в законченном виде», — рассказывает отец Александр Бургос.

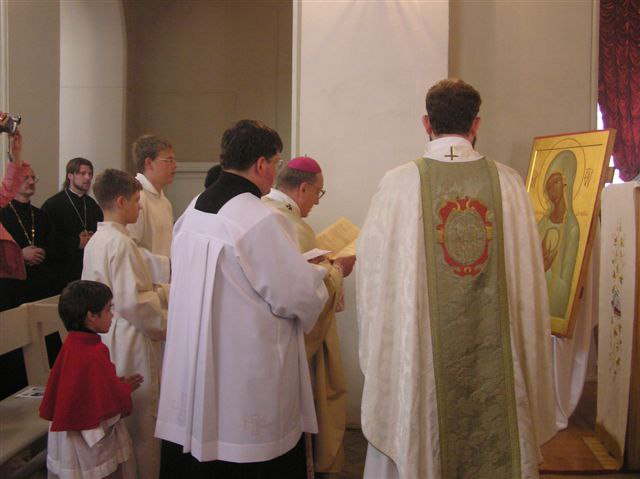
Освящение Фатимской иконы московским архиепископом Тадеушем Кондрусевичем

24 июня 2006 года только что написанную Фатимскую икону освятил митрополит Архиепархии Божией Матери в Москве Тадеуш Кондрусевич. 13 июля 2006 года, в день памяти этого образа и фатимских явлений, икона была торжественно перенесена в приготовленную для нее небольшую часовню в церкви Иоанна Крестителя в Царском селе (Пушкине). На церемонии присутствовали члены общины католического прихода византийского обряда Сошествия Святого Духа в Санкт-Петербурге. Католики латинского и византийского обрядов вместе молились розарием, участвовали в Святой Мессе и в конце спели акафист в честь Пресвятой Богородицы.

### История иконы
С 5 по 8 октября 2006 года в Санкт-Петербурге проходил Совет епископских конференций Европы. Собравшиеся епископы и кардиналы поклонились Фатимской иконе Божией Матери во главе с председателем СЕКЕ монсеньором Альдо Джордано. Президент епископской конференции Португалии Хорхе Ферейра да Кошта Ортига поделился с собравшимися высокой оценкой данного образа. Это особенно важно, потому что именно в Португалии произошли явления Божией Матери, и с тех пор Фатима служит местом паломничества для миллионов людей, желающих прикоснуться к тайне этих явлений. Таким образом, благодаря этой иконе город Пушкин стал местом молитвы о церковном единстве.
С 2006 года в церкви Иоанна Крестителя в Пушкине проходят ежегодные богослужения перед Фатимской иконой - в день ее торжества 13 июля. До или после Мессы исполняется Акафист Пресвятой Богородице, который также включается в православную утреню праздника Похвалы Пресвятой Богородицы, всегда выпадающего на субботу 5-й седмицы Великого поста. Этот акафист становится все популярнее у католиков, а его исполнение является одним из условий для полной индульгенции (в соответствии с решением святого Папы Иоанна Павла II-ого). В Пушкине на данное торжество также принято проводить процессию вокруг храма с Фатимской иконой.

### Экуменическая миссия иконы

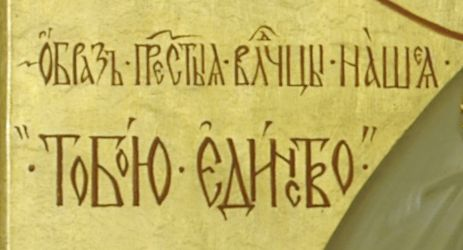
Надписи на Фатимской иконе Божией Матери

На иконе, кроме традиционных греческих букв MР ΘY, указывающих на Богоматеринство Марии, есть ещё две надписи.
Верхняя представляет собой заглавие иконы: «Образ Пречистой Владычицы нашей Богородицы Фатимской».
Внизу же слева большими буквами написано «Тобою Единство».
Эти слова напоминают нам об экуменической миссии иконы, созданной совместными усилиями католического священника и православного иконописца с целью создать такой образ, перед которым могли бы молиться как католики, так и православные. В ней выражены два важных экуменических момента — экуменизм Сердца Марии и экуменизм мученичества, — тесно связанные с посланием Фатимы.
«На самом деле, невозможно отрицать, что всех нас, живущих в России, особенным образом связывает любовь к Марии, так же как является очевидным, что все мы имеем своё место в Её Материнском сердце и все мы в нём объединены. Кроме того, призыв к единству, который заключает в себе эта икона, связан с экуменизмом того мученичества, о котором говорится в третьей тайне Фатимы, когда речь идёт о мученичестве Церкви в XX веке. Зная историю России и, в частности, то, как в тюрьмах советского ГУЛАГа мы — православные и католики — страдали вместе, впервые объединённые дружескими взаимоотношениями, никто не может сомневаться в том, что к мученикам, явившимся в видении фатимским пастушкам, относятся верующие обеих конфессий. Икона Фатимской Богоматери призвана, в этом смысле, служить единству Церкви в лице Марии, явившейся в Фатиме», — пишет отец Александр Бургос.

## Списки иконы

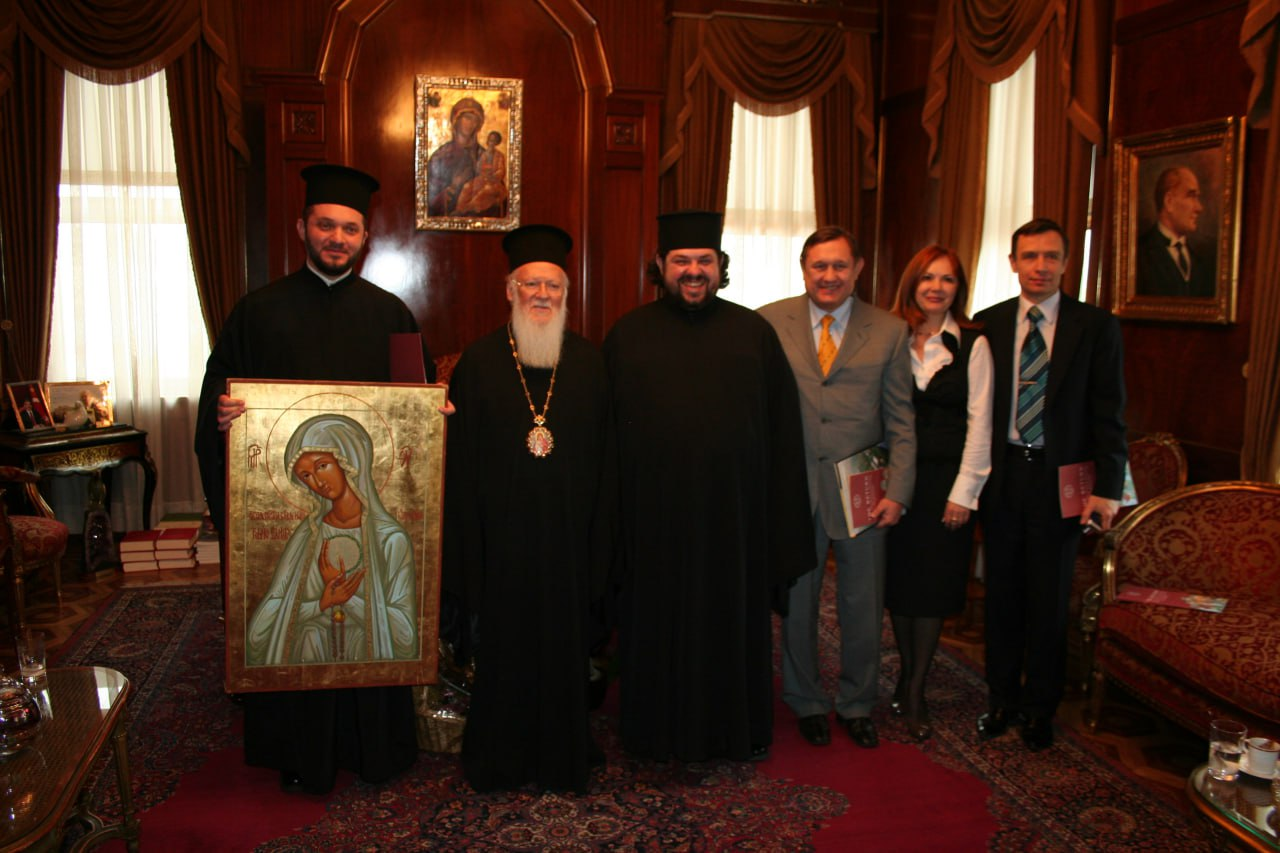
Благословение Фатимской иконы Патриархом Варфоломеем

Святилище Фатимской Божией Матери в Португалии
Один из списков этой иконы в 2007 году был благословлен кардиналом Анджело Содано, в то время государственным секретарем Святого Престола, в присутствии сотен тысяч паломников, после чего его выставили для поклонения в Фатимском санктуарии и ежегодно 13 июля его начали выставлять в Капелинье.
Мариинский центр в Донецке
Список иконы был освящен в Донецке латинскими и греко-католическими епископами региона, после чего в 2008 году было заложено святилище для иконы. Список из этого святилища благословил Константинопольский Патриарх Варфоломей.
27 февраля 2012 года в городе Кракове, в своей резиденции, Фатимскую икону Пресвятой Богородицы «Тобою единство» из Донецка благословил Его Высокопреосвященство, кардинал Станислав Дзивиш, архиепископ Краковский - экс-секретарь и ближайший помощник святого Папы Иоанна Павла II-ого.
Затем был создан Мариинский духовный центр Фатимской Богородицы в Донецкой области, а вышеупомянутая икона отправилась в паломничество по местам самых известных явлений Богородицы: в Назарет, Вифлеем, Иерусалим, Ченстохову, Лурд, Фатиму, Лорето и Влахерн.
Паломничество иконы продолжилось: она отправилась в Рим, Германию, Францию, Испанию и Португалию (вплоть до самой Фатимы). В 2011 году с донецким списком произошло настоящее чудо: на защитном стекле отразилась точная копия иконы.
Верховный архиепископ Киево-Галицкий, глава Украинской греко-католической церкви Святослав Шевчук часто дарит копии этой иконы своим высоким гостям, таким как кардинал Леонардо Сандри, бывший префект Дикастерии Восточных Церквей (ныне вице-декан Коллегии кардиналов), а на некоторых международных встречах ставит ее в качестве главной иконы - например, на праздновании 580-летия Флорентийского собора в 2019 году во Флоренции.
Национальное святилище Царицы мира в селе Озерное в Казахстане

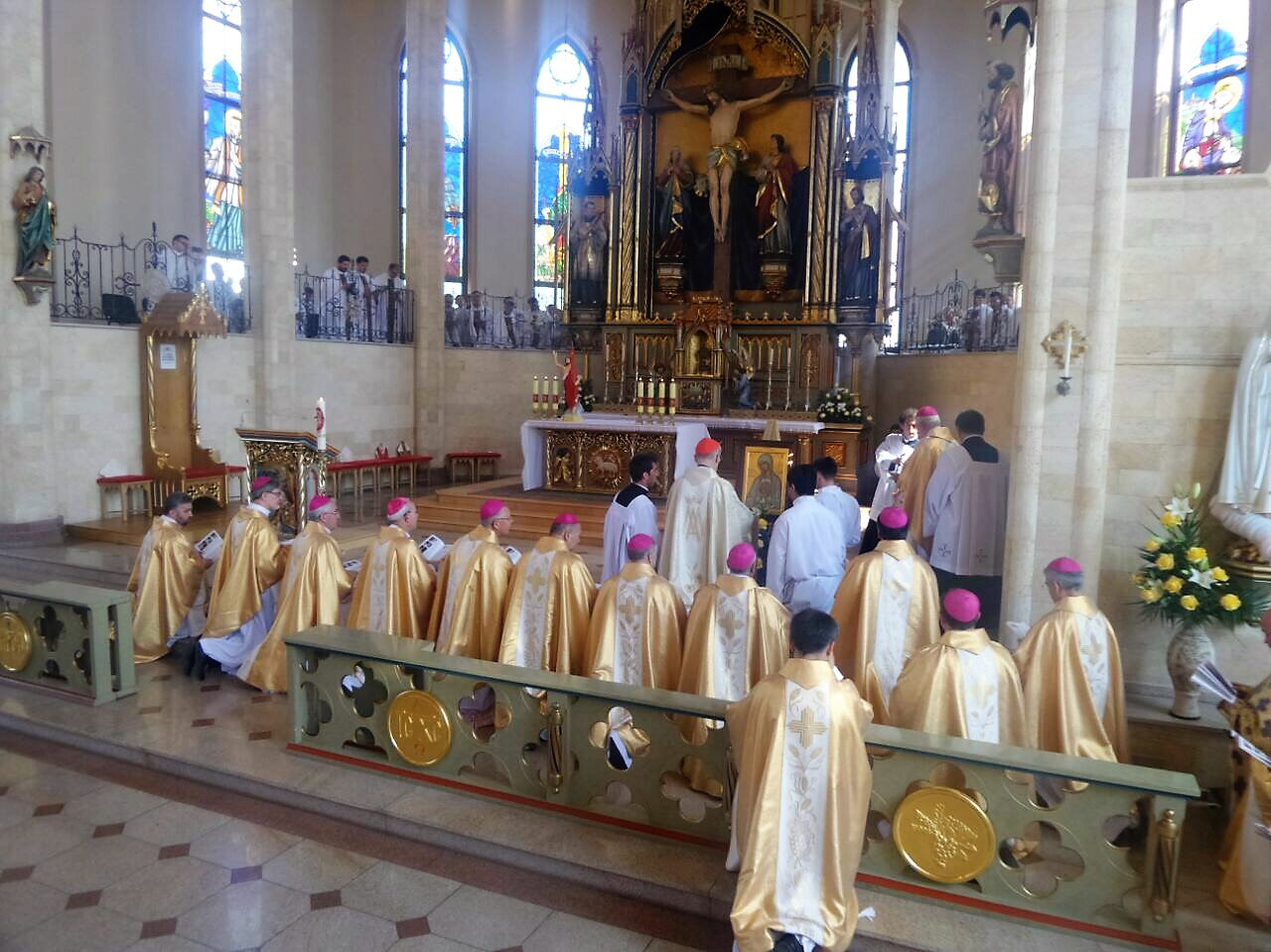
Посвящение России и Казахстана 13 мая 2017 года

В 2017 году копия этой иконы посетила все католические приходы Казахстана, и в конце этого путешествия епископы России и Казахстана вместе с нунциями обеих стран и папским легатом посвятили пред ней эти страны Непорочному Сердцу Богоматери. 
Новейшая история иконы
25 марта 2020 года началось паломничество Фатимской иконы по всем приходам России.В этот день епископ Преображенской епархии и ординарий для католиков византийского обряда в России Иосиф Верт объявил Год Пресвятой Девы Марии – Матери Слова Божия, в рамках которого и прошло это паломничество (со сбором средств для установки мозаики Фатимской иконы в Назарете).
"Подобно тому, как в Кане Галилейской Дева Мария сказала слугам: Что скажет Он вам, то сделайте (Ин 2:5), в Фатиме Она призывала внимать словам Христа там, где они звучат изначально, — в Священном Писании и в Церкви; Богородица призывает услышать и принять всерьез то, что в Ее Фатимских посланиях выражается коротким и емким словом: «Покаяние!». На нашей иконе Дева Мария склоняет голову в знак слушания и послушания и, делая так, становится примером и для нас", - сказал епископ Иосиф Верт в своей проповеди при открытии паломничества Фатимской иконы по России.
Почитание иконы распространилось практически по всему миру, но особенно в России, Казахстане и Украине. Более миллиона печатных публикаций об этом образе было распространено на шестнадцати языках. В честь иконы была издана новенна, а также написан акафист. Об иконе сообщалось во многих СМИ, в том числе в Fatima Sanctuary, «Вестнике Московской епархии», а также на «Радио Мария». Также из Мадрида отправили несколько паломнических часовен, которые переходят из одного частного дома в другой, чтобы живущие в них семьи молились за Россию. Ассоциация «Помощь церкви в нужде» также сделала множество копий с иконы, что помогло собрать средства на ее благотворительные проекты.Копии иконы распространены по всему миру: некоторые известные из них установлены в святилище Фатимы, в Торресьюдаде, в Донецке и в Казахстане. Новые списки иконы созданы в России, Украине, Франции, Аргентине, Польше, Болгарии, Греции, Испании, Ирландии, Корее, Израиле и Боснии (всего в 25 странах мира).
В честь Фатимской иконы Божией Матери существует также небольшое братство в Санкт-Петербурге, действующее на базе прихода Сошествия Святого Духа для католиков византийского обряда. По благословению епископа Иосифа Верта католики хотят построить святилище в Санкт-Петербурге, посвятив его этому же образу. В данный момент к иконе в Пушкине часто приходят православные паломники, в том числе к ней ежегодно организовываются поездки членов экуменической общины "Вера и Свет", в которой активно участвуют верные РПЦ.